# Destruction Bay
Destruction Bay ist ein Dorf am Alaska Highway (Meile 1083) im Territorium Yukon in Kanada. 
Es liegt am Kluane Lake und hat 40 Einwohner (2021) auf einem Gebiet von 13,56 km². Gegenüber 2016 weist der Ort einen Bevölkerungsrückgang um 27 % auf (55 Einwohner in 2016). Ursprünglich gegründet wurde der Ort als Zentrum für Bau und Wartungsarbeiten am Alaska Highway, was bis heute im Wesentlichen seine Bedeutung ausmacht.
Der Ort erhielt seinen Namen durch einen Sturm, der während der Bauarbeiten hier Gebäude und Baumaterial zerstörte. Schule und Geschäfte befinden sich im benachbarten Burwash Landing.